# 躉符

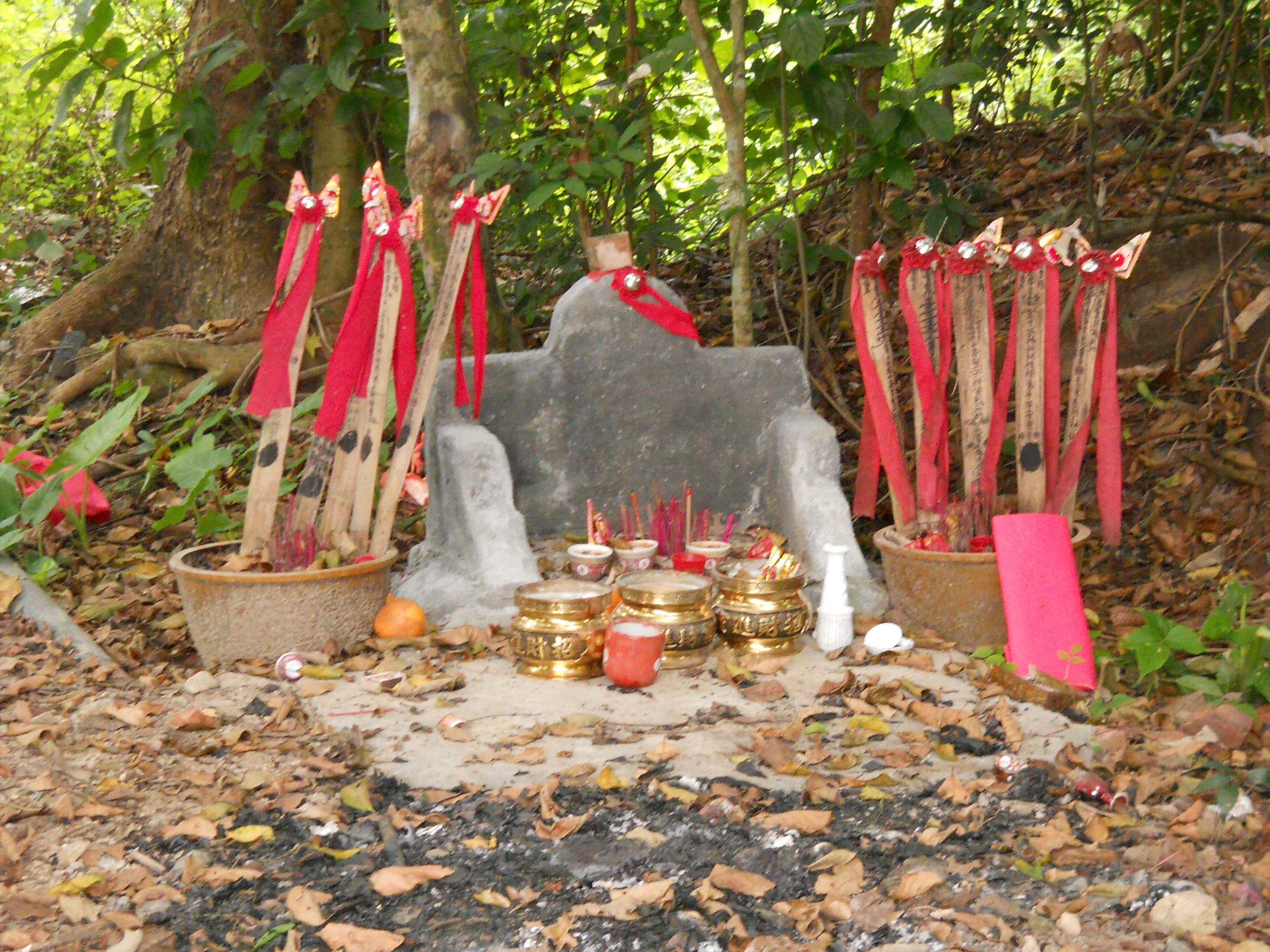
簪花掛紅的「躉符」竹簽置於土地壇兩側

躉符是一個華南民間宗教儀式，作用是當有土木工程在原居民的鄉村或祖墳附近進行時，當地鄉民認為會使到風水受到破壞，更會驚動龍神、干犯土煞，影響家宅安寧，因而需要進行宗教儀式以冀「化煞」，祈求人、神平安。鄉民在施工前延聘喃嘸或法師進行「躉符鎮土」法事，儀式一般會由正一派的喃嘸師傅作法，備有香燭三牲祭品供奉。

## 儀式

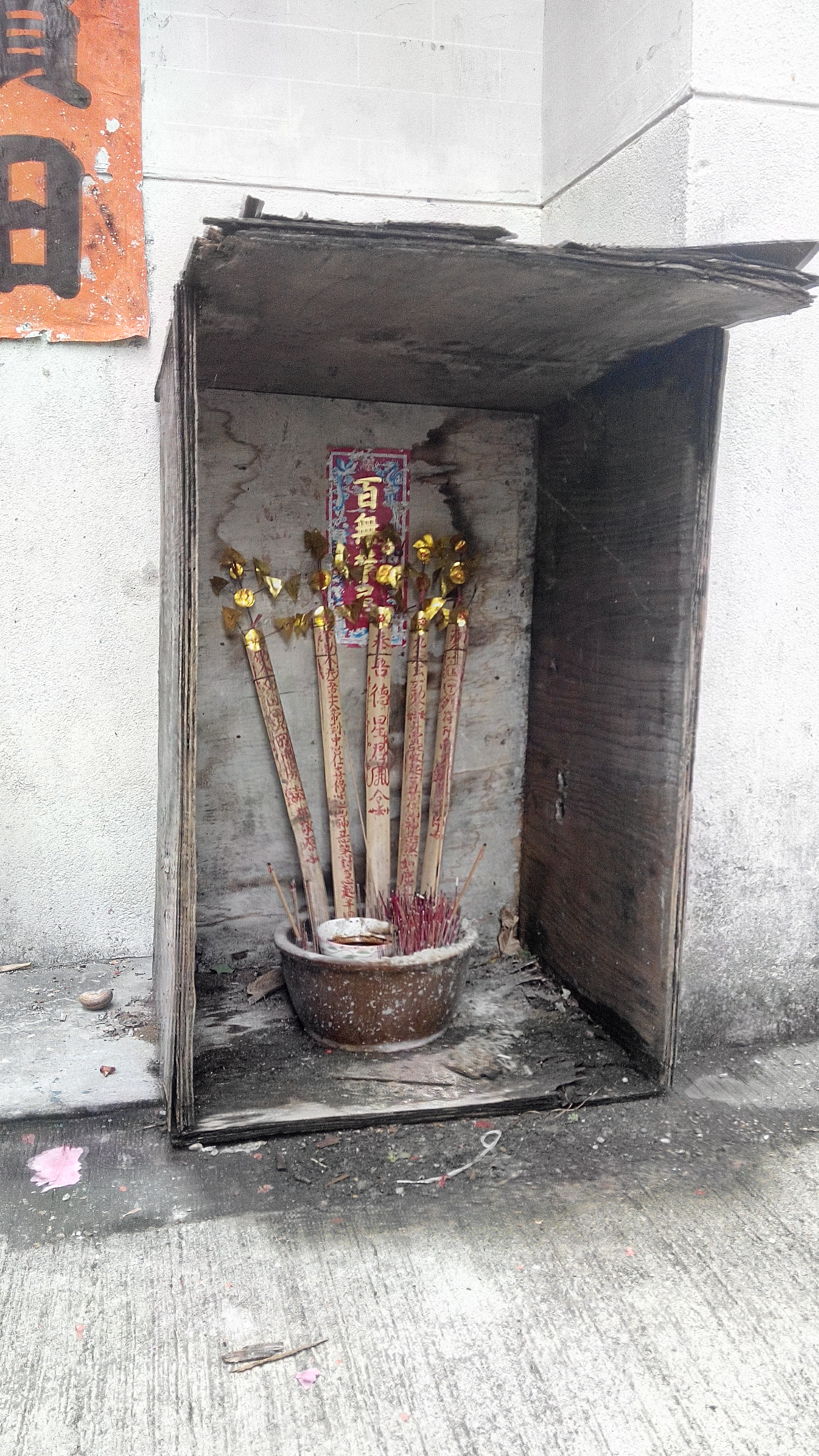
置於布心排協天宫外的「躉符」竹籤

所謂「躉符」，屬山科法事，是指用5支寫上五方神靈名字和符咒的長竹籤，寓意邀請神靈降臨保護。「躉符」分為三個步驟，即「躉符」、「暖符」和「辭符」。
鄉民首先聘請資深之風水師選擇吉日吉時，由喃嘸師傅在村中的主要祠堂或廟宇前架設香案，上面置有1個盛滿沙粒的瓦盆、5支竹籤、1根紅繩、1幅紅布和一些金、銀葉，還有祭品等，在香案下面繫有一隻活公雞。儀式開始時，喃嘸師傅首先燃點香燭，再施演召集天兵神將下凡的「請將科儀」，並不時吹響號角，又轉動靈刀，多次向｢躉符」撒米，藉演武驅走邪魔；其後一面念咒一面將酒和茶注進碗內，並將燒過的符灰放入碗內。然後取出5支竹籤，寫上咒文和東、南、西、北、中五個方位，再用紅繩、紅布和金銀葉繫於各支竹籤頂，喃嘸師傅隨即用鐵釘插在活公雞的雞冠上，並將雞冠血灑於竹籤上，一眾人士便會將東、南、西、北四道「竹符」帶往受影響的地點的四個方位，並插在地上，同時亦將寫上工程動土日期的紙張焚化，以通知相關地區性的神祇；剩下來的一道竹符就會放在祠堂或廟宇正門的簷之上。在壇場旁邊豎立一尊監管孤魂野鬼的大士王，於完成「祭幽功德」後火化。當儀式完畢後，「躉符」才具有法力。鄉民將各個簪花掛紅盛載泥沙插上5支長竹籤的瓦盆放在預定如土地壇、祠堂、廟宇和路徑交匯處等地方，再由喃嘸逐一進行「安符」儀式。
由「躉符」至「暖符」舉行期間，當中的重要節日，鄉民需要預備三牲果品拜祭。而「暖符」一般在年底前但必須在立春前舉行，村民擇取吉日吉時進行另一次拜祭儀式，每年只會進行一次。
最後「辭符」即是「送神」的意思，鄉民如前擇取吉日吉時，與「暖符」相同，都是在年終立春前進行，以酬謝神靈之庇佑。完成後，整個「躉符」過程才告完滿結束。

## 躉符費

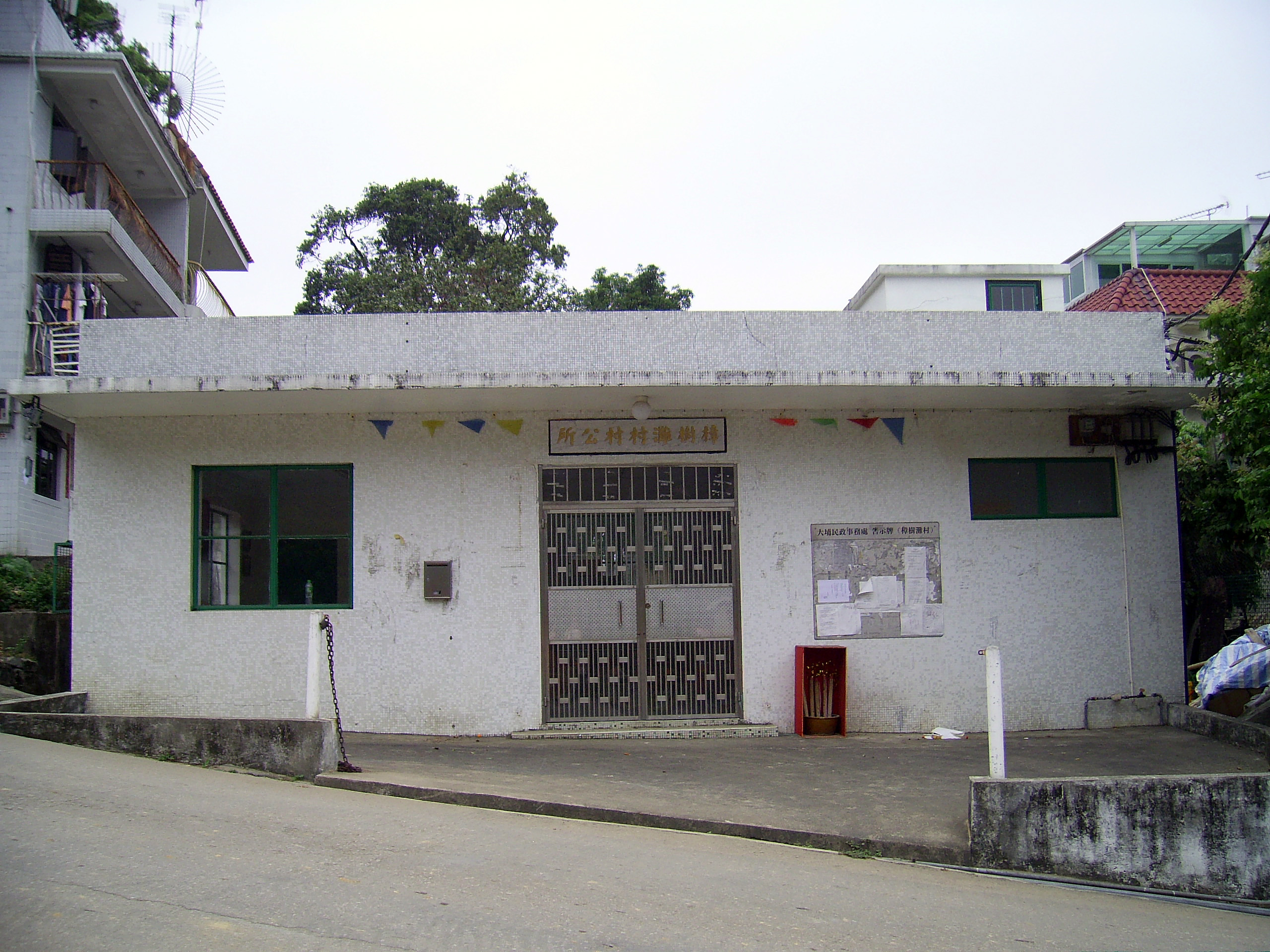
置於樟樹灘村村公所前的｢躉符｣竹簽

香港新界鄉村經常舉行「躉符」法事。自1960年起，當政府工程涉及新界收地及清拆行動，當局會在施工前按申索人提出而發放躉符費（Tun Fu Ceremonial Fee），金額通常會由當局與相關鄉民透過協商議定，地政總署會因應申索根據現有既定機制處理及跟進，用以維持與鄉民的和睦關係和加快工程進度。每一條鄉村只可就每項工務工程提出一次申索。每宗金額不超過2萬元的申索由所屬分區地政處的地政專員（總產業測量師）審批；支付款項介乎2萬零1元至3萬元的個案要由地政總署副署長（首席政府地政監督）審批；而超過3萬元的申索須由財經事務及庫務局局長審批。
除躉符費外，居民亦可因政府工程開展而提出聲稱與風水有關的申索，包括遷移墳墓、金塔和神龕費和補償工程等。

## 外部連結
- 躉符由來
- 陳天權：躉符法事 （页面存档备份，存于）
- 躉符法事動土求安心 （页面存档备份，存于）